# 175562 Ajsingh
175562 Ajsingh este un asteroid din centura principală de asteroizi.

## Descriere
175562 Ajsingh este un asteroid din centura principală de asteroizi. A fost descoperit pe 28 septembrie 2006 la Apache Point de Andrew C. Becker. Asteroidul prezintă o orbită caracterizată de o semiaxă mare de 2,92 ua, o excentricitate de 0,04 și o înclinație de 13,0° în raport cu ecliptica.